# Takuo Toda
Takuo Toda is een Japanse ingenieur die vooral bekend is wegens zijn wereldrecord voor papieren vliegtuigjes. Zijn techniek heet the arrow head. In april 2009 slaagde hij er in om het papieren vliegtuigje 27,9 seconden in de lucht te houden; dit leverde hem een vermelding op in het Guinness Book of Records. Op 19 december 2010 verbeterde hij dit record naar 29,2 seconden.
Takuo Toda heeft ook enkele boeken gepubliceerd over vouwtechnieken.